# Wrodzony niedobór białka C
Wrodzony niedobór białka C (ang. protein C deficiency) – rzadka uwarunkowana genetycznie trombofilia. Pacjenci z wrodzonym niedoborem białka C mają podwyższone ryzyko rozwoju zakrzepicy naczyń żylnych, nie stwierdzono u nich zwiększonej predyspozycji do zakrzepicy naczyń tętniczych.
Ta jednostka chorobowa została opisana w 1981 roku przez Griffina i wsp..
Wrodzony niedobór białka C wymaga różnicowania ze stanami nabytymi, spowodowanymi m.in. niedoborem witaminy K, leczeniem doustnymi antykoagulantami, chorobami wątroby, zespołem DIC, antykoncepcją hormonalną.